# Ian Ballinger
Ian Roy Ballinger  (New Plymouth, 21 de octubre de 1925 - Christchurch, 24 de diciembre de 2008) fue un tirador deportivo neozelandés y medallista olímpico. 
Ganó la medalla de bronce en la categoría de rifle en posición tendido
50 metros en los Juegos Olímpicos de México 1968 Ballinger compitió en tres Juegos Olímpicos consecutivos (1968, 1972 y 1976) y en dos Juegos de la Commonwealth (1974 y 1978).